# Anke Wild
Anke Wild, född den 12 oktober 1967 i Rüsselsheim, Tyskland, är en tysk landhockeyspelare.
Hon tog OS-silver i damernas landhockeyturnering i samband med de olympiska landhockeytävlingarna 1992 i Barcelona.